# Bristol Jupiter
Der Bristol Jupiter war ein luftgekühlter Neunzylinder-Sternmotor. Von 1918 bis 1935 wurden von der britischen Bristol Aeroplane Company und diversen Lizenznehmern über 7100 Exemplare dieses Flugmotors gebaut und in einer großen Anzahl von Flugzeugtypen verwendet.

## Geschichte
Der Jupiter wurde kurz vor Ende des Ersten Weltkrieges von Roy Fedden bei der Cosmos Engineering Co. entwickelt. Aufgrund Budget-Kürzungen bei den militärischen Ausgaben nach Kriegsende wurde 1920 Cosmos Engineering Co. insolvent. Die Bristol Aeroplane Co. Ltd. kaufte das Unternehmen inklusive aller Patente für 15.000 Pfund Sterling und das Team von Chefkonstrukteur Roy Fedden entwickelte das Triebwerk mit der zu der Zeit bei Sternmotoren ungewöhnlichen Vierventiltechnik weiter.
Der Jupiter-Motor war ein großer wirtschaftlicher Erfolg und galt als einer der zuverlässigsten Flugzeugantriebe überhaupt. In den 1920er- und 1930er-Jahren wurde der Typ immer weiter verbessert und ab 1927 kamen Varianten mit mechanischer Aufladung zum Einsatz, deren letzte Version der Jupiter X F war.
Das Triebwerk wurde in einer Reihe von zivilen Flugzeugen verwendet. Militärisch wurde es bei der Bristol Bulldog, der Gloster Gamecock und der Boulton & Paul Sidestrand eingesetzt. Darüber hinaus war es ein außerordentlich begehrtes Triebwerk, wenn es um den Antrieb von Prototypen ging.
Fedden begann 1925 mit der Entwicklung eines Nachfolgers. Mit kürzerem Hub und daher weniger Hubraum, aber mit Aufladung, war 1927 der ebenfalls neunzylindrige Bristol Mercury fertiggestellt. Der Jupiter mit Aufladung erhielt 1931 die Bezeichnung Bristol Pegasus. Bristol baute die Typen Mercury und Pegasus bis 1944; die Jupiter-Fertigung endete bereits 1935 mit dem Erscheinen von stärkeren aufgeladenen Motoren.

## Lizenzbauten
Es gab eine Reihe von Lizenzvergaben. Insgesamt wurden Lizenzen an 14 Staaten verkauft. Am bekanntesten sind die in Frankreich als Gnôme-Rhône 9 Jupiter sowie in der Sowjetunion als M-22 hergestellten Triebwerke, die unter anderem in der Polikarpow I-16 verwendet wurden. In Deutschland erwarb 1929 Siemens & Halske eine Lizenz zum Bau des Motors, aber nicht für das Bristol-Original, sondern den Gnôme-Rhône 9, der als Siemens Jupiter VI in Produktion ging. Zu den Flugzeugen, die damit ausgerüstet wurden, gehörten beispielsweise die Focke-Wulf A 38 „Möwe“, die zweimotorige Dornier Wal, die viermotorige Dornier Do R „Superwal“ und anfangs auch die Dornier Do X. Der ab 1930 gebaute Nachfolger Sh 22 (= Bramo 322) wurde zum Bramo 323 weiterentwickelt und bis 1944 gebaut. In Japan kauften die Nakajima-Werke 1924 eine Lizenz. Die Adolph Saurer AG hatte eine Lizenz für die Schweiz. In der Tschechoslowakei erwarb Walter 1927 für den Jupiter VI und 1928 für den Jupiter VIII/R die Nachbaurechte.

## Aufbau

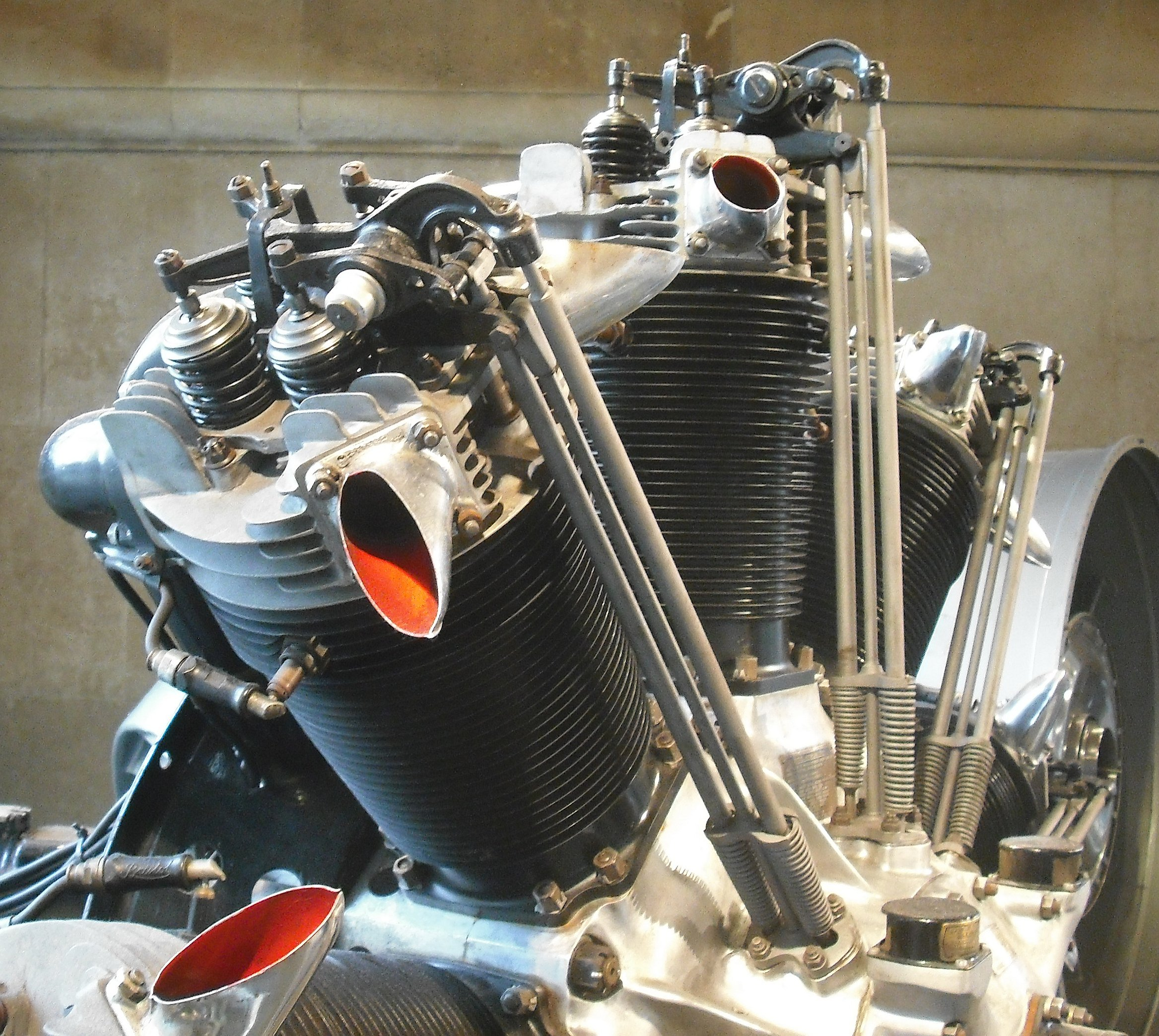
Zylinder eines Jupiter VI, dunkel die verrippte Stahlbuchse, heller der Leichtmetall-Zylinderkopf

Der Jupiter war ein einreihiger Neunzylinder-Sternmotor, der nach dem Viertakt-Ottoverfahren arbeitete. Er hatte Vierventil-Zylinderköpfe und eine OHV-Ventilsteuerung.
Das Kurbelgehäuse war auf Höhe der Zylinderachse geteilt, die Gehäuseteile wurden aus einer Leichtmetalllegierung im Gesenk geschmiedet und maschinell nachbearbeitet sowie sandgestrahlt. Die vordere Gehäusehälfte beherbergte die Ventilsteuerung (die Nockentrommel) und – je nach Ausführung – ein Luftschraubengetriebe, die hintere Hälfte einen ringförmigen Kanal zur Verteilung des Frischgases. In diesen war eine dreigängige, gegossene Aluminium-Helix eingelegt, die für eine gleichmäßige Verteilung des von einem Dreifach-Vergaser erzeugten Gemisches auf die einzelnen Zylinder-Ansaugrohre sorgte. Je eine Vergasereinheit versorgte dabei drei Zylinder.
Die Zylinderbuchsen wurden aus stählernen Schmiedestücken herausgearbeitet. Dabei ist in einer Art des Sackzylinders der Brennraumboden integraler Bestandteil der Buchse, in diesem Stahlboden befinden sich auch die vier Ventilsitze. Die Kühlrippen wurden in den Buchsenmantel gedreht, wobei die Rippen auf der schlechter vom Fahrtwind gekühlten Rückseite höher sind. Bei dieser aufwändigen Fertigungsweise wurden von dem 88 lbs. schweren Zylinderrohling 70 lbs. Material weggearbeitet, bis die 18 lbs. schwere fertige Zylinderbuchse übrigblieb.
Auf die plangeschliffene Oberseite des Brennraumbodens wurden die Leichtmetallzylinderköpfe aufgeschraubt, diese beherbergten die Gaskanäle, die Ventilführungen und den Kipphebel-Lagerbock. Mit dieser Bauweise ersparte man sich die Zylinderkopfdichtung im herkömmlichen Sinn, lediglich in den Übergängen der beiden Einlasskanäle von Leichtmetallkopf auf Stahlboden waren Dicht- und Passringe aus Phosphorbronze vorhanden. Die Ventilbetätigung erfolgte durch je zwei parallel hintereinander geführte Stoßstangen, die radial vom Gehäusevorderteil mit der Nockentrommel zu den Kipphebeln führten. Der Ventiltrieb war vollständig offen und nicht in den Ölkreislauf integriert. Der Kipphebelbock war nur an der hinteren Seite im Zylinderkopf gelagert, den vorderen Lagerpunkt bildete eine Zugstrebe, die zum Kurbelgehäuse führte. Diese Konstruktion kompensierte die durch die Erwärmung im Betrieb verursachte Längenausdehnung des Zylinders und sorgte für ein annähernd konstantes Ventilspiel unabhängig von der Motortemperatur.

## Technische Daten
- Motortyp: luftgekühlter 9-Zylinder-Sternmotor ohne und mit Luftschraubengetriebe, (Jupiter VII mit Lader)
- Bohrung: 5,75 Zoll (146 mm)
- Hub: 7,5 Zoll (190,5 mm); Mercury: 6,5 Zoll (165 mm)
- Hubraum: 28,7 l (Mercury 24,9 l)
- Gewicht: 330 kg (Jupiter XFA mit Lader: 451 kg); Mercury: 438 kg
- Gaswechsel: OHV, 4 Ventile
- Dauerleistung: 442 PS bei 1575 min−1
- Startleistung: 585 PS bei 1950 min−1
- Verdichtungsverhältnis: 5,3:1